# Modello basato sull'agente
I modelli basati sull'agente (in sigla, ABM, acronimo di agent-based model) sono una classe di modelli computazionali finalizzati alla simulazione al computer di azioni e interazioni di agenti autonomi (tanto individuali quanto collettivi, come organizzazioni e gruppi) al fine di valutare i loro effetti sul sistema nel suo complesso.
L'ABM combina elementi di teoria dei giochi, sistemi complessi, comportamento emergente, sociologia computazionale, sistemi multiagente.
I metodi Monte Carlo sono usati per introdurre casualità.
In particolare, in ecologia questi modelli vengono chiamati modelli basati sull'individuo (IBM) e gli individui in un modello IBM possono essere più semplici rispetto agli agenti completamente autonomi degli ABM.
Una recente revisione della letteratura sui modelli basati sugli individui, basati sugli agenti, e sui sistemi multi-agente mostra che gli ABM sono usati in domini scientifici non correlati al calcolo come la biologia, l'ecologia e le scienze sociali.
La modellizzazione basata sull'agente è correlata ma distinta dal concetto di sistema multi-agente o simulazione multi-agente, in quanto l'obiettivo del primo è di cercare informazioni esplicative sul comportamento collettivo degli agenti che obbediscono a semplici regole, tipicamente in sistemi naturali, a differenza del secondo, il cui obiettivo è di progettare agenti o risolvere specifici problemi pratici o ingegneristici.
I modelli basati su agenti sono un tipo di modello a microscala che simulano operazioni simultanee e interazioni di agenti multipli nel tentativo di ricreare e predire l'aspetto di fenomeni complessi.
Il processo è uno dei comportamenti emergenti dal livello microscopico al livello macroscopico.
In quanto tale, una nozione chiave è che semplici regole comportamentali generano comportamenti complessi, come enuncia il principio KISS ("Keep it simple, stupid"), adottato in maniera estensiva nella modellazione della comunità. Un altro principio centrale è che il tutto è maggiore della somma delle parti. Gli agenti individuali sono tipicamente caratterizzati come limitati razionalmente, presumibilmente agiscono secondo ciò che percepiscono come i propri interessi, come la riproduzione, i benefici economici o lo status sociale, usando l'euristica o semplici regole decisionali. Gli agenti ABM possono sperimentare "apprendimento", adattamento e riproduzione
I modelli basati sull'agente si compongono solitamente di: 1) numerosi agenti definiti a diversi livelli di scala (principio noto come "granularità degli agenti"); 2) principi euristici volti al prendere decisioni; 3) regole di apprendimento e processi di adattamento; 4) sistema topologico in cui avvengono interazioni; 5) un ambiente. Gli ABM sono tipicamente implementati sotto forma di simulazioni al computer per mezzo di programmi specifici o strumenti di sviluppo di ABM. Tali modelli possono essere utilizzati per valutare l'impatto sul comportamento emergente del sistema a seguito di modifiche del comportamento individuale.

## Storia
L'idea di modellizzazione basata sull'agente nacque come un concetto relativamente semplice verso la fine degli anni quaranta del Novecento. Poiché basata su procedure di calcolo intense, non si diffuse fino agli anni novanta.